# Katharina Huber
Katharina Huber (* 3. Oktober 1995 in Leoben) ist eine österreichische Skirennläuferin. Sie ist auf die Disziplinen Slalom und Riesenslalom spezialisiert.

## Biografie
Huber stammt aus St. Georgen am Reith in Niederösterreich. Als 15-Jährige nahm sie ab Dezember 2010 an FIS-Rennen teil, zunächst noch in allen Disziplinen. Ihre ersten Einsätze im Europacup hatte sie im Januar 2013. Im selben Monat wurde sie österreichische Riesenslalom-Juniorenmeisterin. Allmählich begann sie sich auf Slalom und Riesenslalom zu konzentrieren. Im Dezember 2014 fuhr sie im Europacup erstmals in die Punkteränge, einen Monat später gewann sie ihr erstes FIS-Rennen.
Ihr Debüt im Weltcup hatte Huber am 28. November 2015 in Aspen. Dort fuhr sie im Slalom überraschend auf den 18. Platz und gewann damit auf Anhieb Weltcuppunkte. Einen Tag später folgte ein 17. Platz, was in der Saison 2015/16 das beste Ergebnis war. Bei den Junioren-Weltmeisterschaften 2016 in Sotschi gewann sie die Bronzemedaille im Slalom.
Huber konnte sich nach und nach im Weltcup etablieren, Punkte sammelte sie überwiegend im Slalom, aber auch im Riesentorlauf geht sie manchmal an den Start. Sie wurde bei den Weltmeisterschaften 2019 in Åre für den Slalom nominiert und wurde starke Siebente. Ihr bestes Weltcupergebnis erzielte Huber mit dem achten Platz im Slalom in Levi zu Saisonbeginn 2019/20. Bei den Olympischen Winterspielen 2022 in Peking gewann sie nach Platz 12 im Slalom gemeinsam mit Michael Matt, Johannes Strolz, Stefan Brennsteiner, Katharina Truppe und Katharina Liensberger die Goldmedaille im Mannschaftswettbewerb, wobei sie wie Matt ohne Einsatz blieb.

## Erfolge

### Olympische Spiele
- Peking 2022: 1. Mannschaftswettbewerb, 5. Alpine Kombination, 12. Slalom

### Weltmeisterschaften
- Åre 2019: 7. Slalom
- Cortina d’Ampezzo 2021: 13. Alpine Kombination
- Courchevel 2023: 11. Slalom, 13. Alpine Kombination, 33. Parallelrennen
- Saalbach-Hinterglemm 2025: 6. Team-Kombination, 14. Slalom

### Weltcup
- 8 Platzierungen unter den besten zehn in Einzelrennen
- 1 Podestplatz bei Mannschaftswettbewerben

### Weltcupwertungen
| Saison  | Gesamt | Gesamt | Riesenslalom | Riesenslalom | Slalom | Slalom | Parallel | Parallel |
| Saison  | Platz  | Punkte | Platz        | Punkte       | Platz  | Punkte | Platz    | Punkte   |
| ------- | ------ | ------ | ------------ | ------------ | ------ | ------ | -------- | -------- |
| 2015/16 | 90.    | 38     | –            | –            | 34.    | 38     | –        | –        |
| 2016/17 | 111.   | 11     | –            | –            | 48.    | 11     | –        | –        |
| 2017/18 | 82.    | 43     | –            | –            | 31.    | 43     | –        | –        |
| 2018/19 | 65.    | 76     | –            | –            | 24.    | 76     | –        | –        |
| 2019/20 | 61.    | 100    | 39.          | 18           | 20.    | 71     | 33.      | 11       |
| 2020/21 | 58.    | 92     | –            | –            | 22.    | 92     | –        | –        |
| 2021/22 | 42.    | 194    | 28.          | 63           | 16.    | 131    | –        | –        |
| 2022/23 | 67.    | 74     | 43.          | 8            | 30.    | 66     | –        | –        |
| 2023/24 | 31.    | 272    | –            | –            | 10.    | 272    | –        | –        |

### Europacup
- Saison 2015/16: 6. Slalomwertung
- Saison 2017/18: 6. Slalomwertung
- Saison 2018/19: 8. Slalomwertung
- 2 Podestplätze, davon 1 Sieg:

| Datum           | Ort    | Land       | Disziplin |
| --------------- | ------ | ---------- | --------- |
| 4. Februar 2019 | Obdach | Österreich | Slalom    |

### Juniorenweltmeisterschaften
- Hafjell 2015: 2. Mannschaftswettbewerb, 12. Slalom, 28. Riesenslalom
- Sotschi 2016: 3. Slalom

### Weitere Erfolge
- 1 österreichischer Juniorenmeistertitel (Slalom 2013)
- 1 Sieg im Australia New Zealand Cup
- 2 Siege in FIS-Rennen